# 荒野のヒース
「荒野のヒース」（こうやのヒース）は、2005年放送のテレビアニメ『創聖のアクエリオン』の挿入歌、及び関連作品の楽曲である。歌唱はAKINO from bless4。音楽プロデューサーは菅野よう子。

## 制作
本作「荒野のヒース」は、AKINOがプロデューサーである菅野に「可愛い曲を歌いたい」とリクエストしたことにより制作された。

## 音楽性
2005年、テレビアニメ『創聖のアクエリオン』第14話 特別EDテーマに採用されたのを皮切りに、多数のアクエリオンシリーズ作品の挿入歌に使用されている。また、同アニメ作品はパチスロも多く展開しており、殆どの実機にBGMとして搭載され続けている。
作詞を担当した岩里祐穂は、「歌詞はあえて分かりやすいフレーズでカタカナを使ってみたり。いつもの小難しい詞ではなく、ひねったりせずに真っ直ぐな想いを書いた」「AKINOちゃんだからこそ歌えた」と述べている。
2020年、FlyingDogの楽曲3,500曲がストリーミング解禁された際、中島愛、鈴木みのり、スタッフ（佐々木史朗）らが自身の選曲したスペシャルプレイリストを公開するキャンペーンが実施され、偶然にも3人のプレイリストに「荒野のヒース」が選曲された（既に解禁されていた楽曲も含めると約6,000曲の中からの選曲となる）。
AKINOのソロデビュー15周年を記念し行われた楽曲投票企画では6thシングル「Golden Life」と同率2位を飾る等、本作の人気の高さが窺える。

## 評価
CDジャーナルは、「低音ベースが刻むダウナーなリズムがドラマティックなナンバー。歌い始めから終わりまでテンションが落ちることなくぶっ通しで響きわたる、AKINOの超高音ボーカルには思わず脱帽」と評した。
ミュージシャンの前山田健一（ヒャダイン）は、「AKINOさんのボーカルを活かした菅野さんの曲作りもさることながら、岩里さんの美しい世界観が丸出しの曲」「アニメに準じながら、男性作家には書けない溢れ出す母性、優しさ、愛を感じられる」と評した。

## 受賞
- AKINO15周年企画・全曲総選挙 - 2位[注 1]

## メディアでの使用
| タイアップ                                            | 採用年 |
| ----------------------------------------------------- | ------ |
| テレビアニメ『創聖のアクエリオン』特別EDテーマ/挿入歌 | 2005年 |
| アニメ映画『劇場版アクエリオン -創星神話篇-』挿入歌   | 2007年 |
| SANKYO『パチスロ創聖のアクエリオン』実機搭載曲        | 2011年 |
| SANKYO『CRF創聖のアクエリオン 転翅篇』実機搭載曲      | 2011年 |
| テレビアニメ『アクエリオンEVOL』挿入歌                | 2012年 |
| SANKYO『CRF創聖のアクエリオンIII』実機搭載曲          | 2012年 |
| SANKYO『パチスロ創聖のアクエリオンⅡ』実機搭載曲       | 2013年 |
| OVA『創勢のアクエリオンEVOL』挿入歌                   | 2015年 |
| リズムアクションゲーム『禁断合体オトゲリオン』搭載曲  | 2015年 |
| SANKYO『CRFアクエリオンEVOL』実機搭載曲               | 2015年 |
| SANKYO『PFアクエリオン ALL STARS』実機搭載曲          | 2020年 |
| SANKYO『パチスロ アクエリオン ALL STARS』実機搭載曲   | 2022年 |
| SANKYO『PFアクエリオン極合体』実機搭載曲              | 2023年 |

## 収録アルバム
AKINOのアルバム
- Lost in Time（2007年）
- your ears, our years（2021年）
- your ears, our years - pretty edition -（2021年）※配信AL

サウンド・トラック
- 創聖のアクエリオン Original Sound Track（2005年）
- アクエリオンEVOL LOVE@New Dimension（2012年）

その他のアルバム
- スペース バイオチャージ（2009年）

非売品
- 創聖のアクエリオン Special Soundtrack（2011年）
- フィーバーアクエリオンEVOL 合体SPECIAL SONG BEST!（2015年）

## 映像作品
2025年現在、AKINO名義で開催された全てのワンマンライヴは映像化されておらず、bless4、及び川満アート・テイメントが開設しているYouTube公式チャンネルにおいても本作の歌唱映像は公開されていない。また、人気の高い楽曲ではあるものの〈挿入歌〉という立ち位置からAnimelo Summer Live、ANIMAX MUSIX等の大型イベントでの歌唱歴もないため、それらに追随する映像作品においても収録は確認されていない。
本作唯一の歌唱映像は、bless4のデビュー10th Anniversaryを記念し開催された『〜誓い Let's Have A Party♪〜』のDVD作品（発売：2014年6月7日）収録のAKINOソロメドレー（セットリスト：08）にショートサイズが収められているのみである。

## スタッフ・クレジット
Vocal：AKINO from bless4
- Piano & Keyboards : 菅野よう子
- Drums : 佐野康夫
- Bass : 渡辺等
- Guitars : 今堀恒雄
- Synthesizer manipulating : 浦田恵司 / 坂本俊介
- Strings : 篠崎正嗣 strings
- Percussion : 三沢またろう

## カバー
- リーナ・ルーン -「創聖のアクエリオン エレメント合体Ver.」（2007年10月10日配信）
- 寺島拓篤 -『百歌声爛 男性声優編Ⅱ』（2008年1月23日）
- 蒼井翔太×佐藤ひろ美 -『S夏祭り2015』にて披露（2015年8月16日）